# Teufenbach

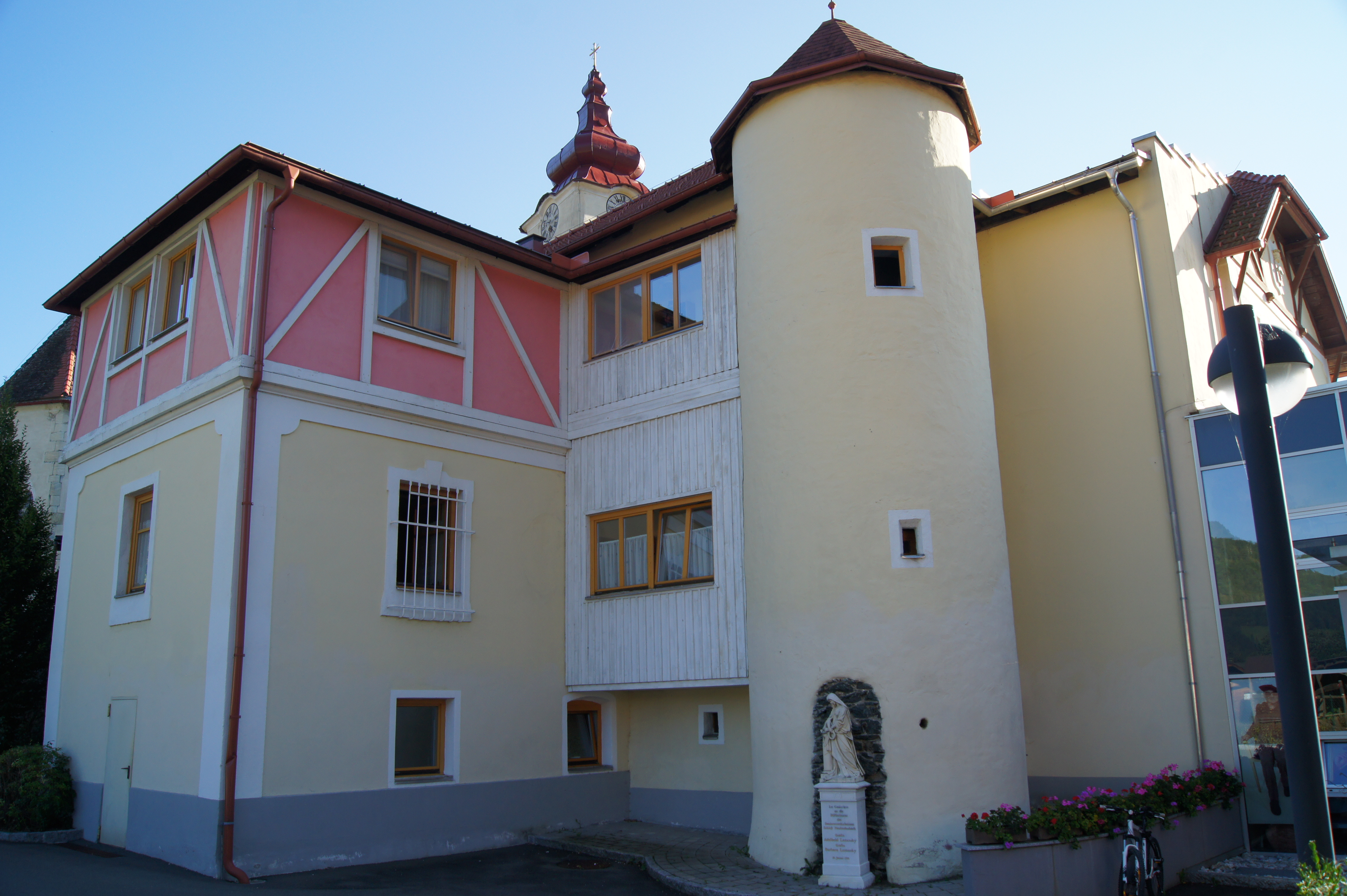
Schloss Neu-Teuffenbach, ehemaliger Besitz derer von Teuffenbach (Adelsgeschlecht) bei Teufenbach in der Gemeinde Teufenbach-Katsch (Österreich)

Teufenbach (auch Teuffenbach) ist seit Ende 2014 eine ehemalige Gemeinde im Gerichtsbezirk bzw. Bezirk Murau, in der Steiermark (Österreich), welche zusammen mit der ebenfalls ehemaligen Gemeinde Frojach-Katsch die neue fusionierte Gemeinde Teufenbach-Katsch bildet.

## Geografie
Die ehemalige Gemeinde liegt im oberen Murtal auf einer Seehöhe von 760 m ü. A. und grenzt an Sankt Lorenzen bei Scheifling, Niederwölz, Frojach-Katsch, Mariahof und Sankt Blasen.

## Geschichte
Der Ort wurde 982 als „Tiufinbach“ das erste Mal urkundlich erwähnt. Er ist benannt nach den tief (ahd. tiuf) eingeschnittenen Wasserläufen benannt. Die Herren von Teuffenbach gehörten seit dem 13. Jahrhundert dem steirischen Ritterstand an. Der in Teufenbach verbliebene Zweig der Familie erlosch im 17. Jahrhundert im Mannesstamm. Deren Burg Teuffenbach wurde 1689 vom Fürsten Schwarzenberg angekauft. Das ab 1549 von Balthasar von Teuffenbach erbaute Schloss Neu-Teuffenbach, welches durch die Erben nach der Teilung des gemeinschaftlich geführten Familienbesitzes Teuffenbach von der Anlage Alt-Teuffenbach geschieden wurde.
Schloss Neu-Teuffenbach dient heute als Seniorenwohnheim. Die politische Gemeinde Teufenbach wurde 1849/50 errichtet. Im Rahmen der Gemeindestrukturreform in der Steiermark ist sie seit 2015 mit der Gemeinde Frojach-Katsch zusammengeschlossen, die neue Gemeinde führt den Namen Teufenbach-Katsch. Grundlage dafür ist das Steiermärkische Gemeindestrukturreformgesetz – StGsrG. Eine Anfechtung der Zusammenlegung, welche von der Gemeinde Teufenbach beim Verfassungsgerichtshof eingebracht worden war, war nicht erfolgreich.

## Kultur und Sehenswürdigkeiten

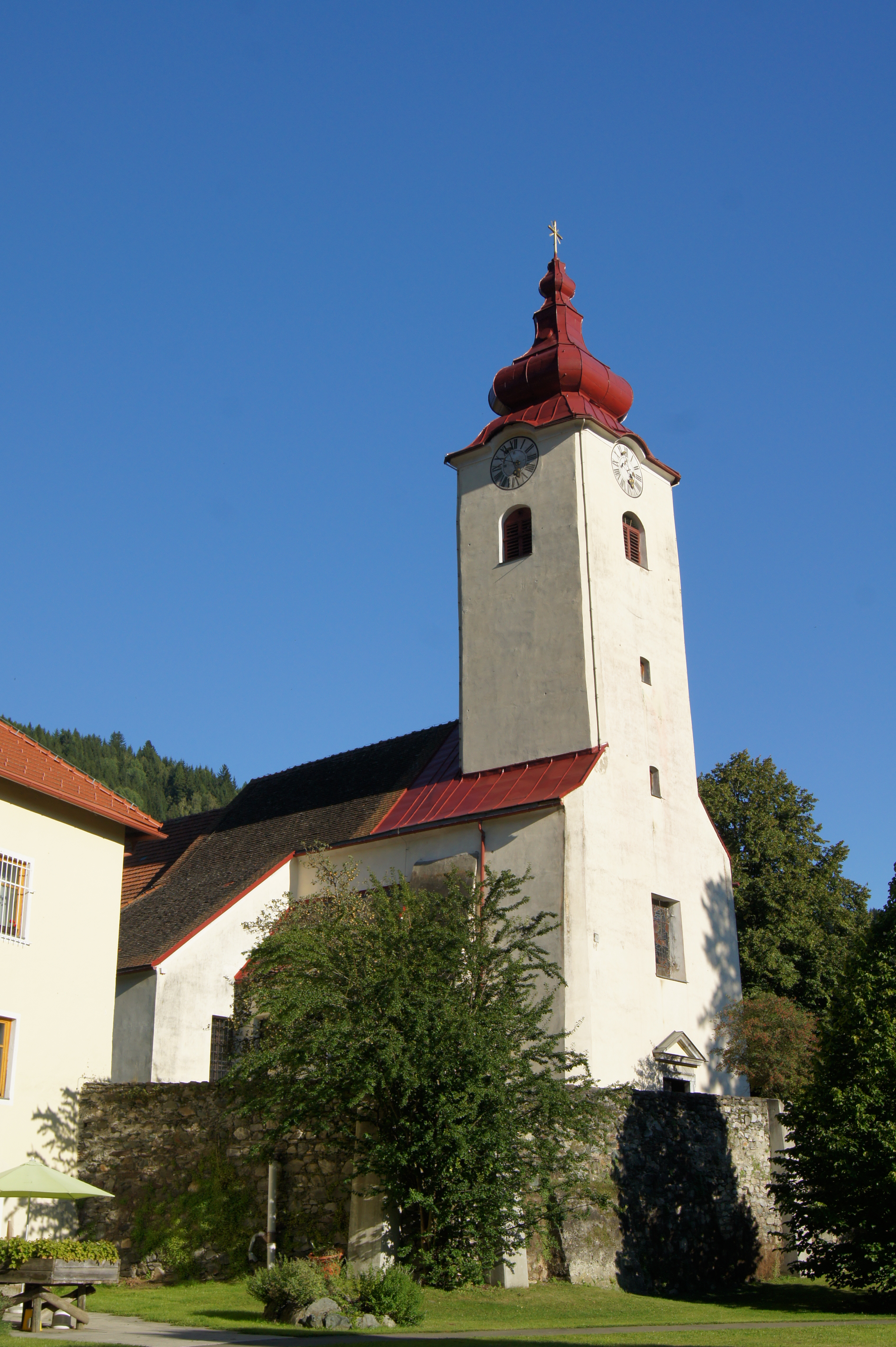
Pfarrkirche Teufenbach

- Burg Alt-Teuffenbach (12. Jahrhundert)
- Schloss Neu-Teuffenbach (um 1560)
- Katholische Pfarrkirche Teufenbach hl. Margareta, ehemalige Grabstätte der Adelsfamilie Teuffenbach

## Wirtschaft und Infrastruktur
Teufenbach ist unter anderem Wirtschaftsstandort für:
- die Firma IBS (Maschinenbauer für die Papierherstellung)
- den Ziegelhersteller Pexider
- den Fahrzeugbauer Gsodam
- die Tischlerei Petautschnig
- den Elektrohandel Ofner
- Raiffeisenbank Teufenbach-Oberwölz-St. Peter am Kammersberg (Hauptsitz)
- die Zimmerei Galler
- das Lüftungsunternehmen Wilfried Pachlinger
- Kaufhaus-Catering Karl Krenn
- Bilanzbuchhalterin Ursula Holzer-Krenn
- Sägewerk Lercher
- die Schlosserei Mohr Patrick
- die Schnapsbrennerei Seifter
- und das Forstunternehmen Brunner

Die medizinische Versorgung unterliegt Horst Geigl, er betreut auch das renovierte und ausgebaute Altenheim.

### Vereine
- Freiwillige Feuerwehr Teufenbach (gegründet 1894)
- Trachtenverein
- Sportverein (gegründet 1974)

Die Sektion Tennis unter Sektionsleiter Markus Kaplans zählt mit ihren 80 Mitgliedern zu einem der aktivsten Tennisvereine im Bezirk Murau. Jugendleiter Stefan Zechner trainiert zurzeit mit mehr als 40 Kindern und Jugendlichen. Letzter großer Erfolg des Tennisclub Teufenbach war der Aufstieg in die 1. Gruppe der Murtalliga im Sommer 2006, sowie der Sieg im Winterhallencup 2006/07.
- Musikverein; gegründet 1964 unter Michael Leitner, zählt derzeit 36 aktive Mitglieder.
- Sängerrunde

### Gastronomie
- Gasthaus Dorfwirt, Fam. Nemeth
- Schlosscafé Teufenbach, Inh. Johanna Langmaier Kirchgasse 4, 8833 Teufenbach-Katsch[6]

## Ehemalige Politik
Der Gemeinderat hatte 9 Mitglieder.
- Mit den Gemeinderatswahlen in der Steiermark 2005 hatte der Gemeinderat folgende Verteilung: 5 ÖVP, und 4 SPÖ.
- Mit den Gemeinderatswahlen in der Steiermark 2010 hatte der Gemeinderat folgende Verteilung: 6 ÖVP, und 3 SPÖ.

Bürgermeister
- bis 2014 Johann Gruber (ÖVP)

### Ehemaliges Gemeindewappen
Blasonierung: „In silbernem Schild mit zwei schwarzen Balken ein Drache in verwechselten Farben.“
Die Verleihung des Gemeindewappens erfolgte mit Wirkung vom 1. Mai 1985. Es ist Teil des Gemeindewappens von Teufenbach-Katsch.

## Persönlichkeiten
- Kilian Berger (* 1990), Musicaldarsteller und Schauspieler
- Klaus Bartelmuss (* 1960), Unternehmer und Musikmanager, Eigentümer der IBS Paper Performance Group